# Fuglenes oprindelse
Fuglenes oprindelse kan undersøges takket være en række fundne uddøde fugleslægter, der har mange særlige skeletkendetegn.
En del tyder på, at fugle stammer fra en bestemte gruppe dinosaurer, og er meget nært beslægtet med familien Dromaeosauridae. Fossile rester af Dromaeosaurer og primitive fugle har mange lighedstræk, og derfor bør alle fugle kaldes for 'flyvende dinosaurer'. Fugle stammer altså ikke fra flyveøgler,
 som ikke engang var dinosaurer, omend nært beslægtede med dinosaurer. 
Der er i de senere år, (siden 1990'erne), blevet fundet en del fjerede dinosaurer; måske et klart bevis for en forbindelse mellem dinosaurer og fugle.

 
De fleste af disse fund er fra Kina, hvor fundsteder med de nødvendige omstændigheder til bevaring af fjer- og hudaftryk findes. Andre former synes at have en nopret hud med hårlignende strukturer.
Foreløbig er der fundet fjer/dun hos sinosauropteryx, protarchaeopteryx, caudipteryx og confuciusornis, alle fra det nordlige Kinas Yixian formation. Familien dromaeosauridae synes at have været forsynet med egentlige fjer, ikke blot dun, og anses af de fleste forskere som nært beslægtet med fuglene. Det er ikke usandsynligt, at dromaeosaurer har kunnet flyve.
Samtidig finder man flere og flere af fuglenes særlige skeletale kendetegn hos små theropoder. Kendetegn, som man troede var tilpasninger til flyvning, dukker op hos former, der netop ikke er fugle.

Udviklingen af flyvning hos fuglene eller deres dinosaurforfædre er således mere kompliceret end som så.

Der er en lille minoritet af forskere, mest prominent John A. Ruben, som prøver at argumentere for, at fugle ikke nedstammer fra dinosaurer.
Liste over primitive fugle:
- Archaeopteryx
- Sinornis
- Microraptor zhaoianus